# Konwój Chulda
Konwój Chulda (hebr. שיירת חולדה) – izraelski konwój złożony z samochodów ciężarowych jadących podczas wojny domowej w Mandacie Palestyny do Jerozolimy. Był to jeden z konwojów do Jerozolimy. W dniu 31 marca 1948 roku konwój wpadł w zasadzkę przygotowaną przez siły Arabskiej Armii Wyzwoleńczej. W zasadzce zginęło 22 członków konwoju.

## Tło wydarzeń
Uchwalona 29 listopada 1947 roku Rezolucja Zgromadzenia Ogólnego ONZ nr 181 zakładała, że na terenie byłego Mandatu Palestyny miały powstać dwa państwa (żydowskie i arabskie) oraz mała międzynarodowa strefa obejmująca Jerozolimę i Betlejem. Strefa międzynarodowa miała pozostawać poza granicami obu państw i być zarządzana przez Narody Zjednoczone, które stawały się gwarantem bezpieczeństwa wszystkich świętych miejsc chrześcijaństwa, islamu i judaizmu w obu miastach. Społeczność żydowska zaakceptowała plan podziału Palestyny, jednak Arabowie odrzucili go i dzień później doprowadzili do wybuchu wojny domowej w Mandacie Palestyny. Region Jerozolimy stanowił najsilniejszy punkt sporny. Obie strony przygotowując się do nadchodzącej konfrontacji zbrojnej uważały, że zwycięstwo w Jerozolimie będzie oznaczać zwycięstwo w całej wojnie. Egzystencja społeczności żydowskiej w Jerozolimie była uzależniona od płynności dostaw z nadmorskiej równiny Szaron i miasta Tel Awiw. Utrzymanie tej komunikacji było dla jerozolimskich Żydów sprawą życia i śmierci. Izraelski dziennikarz Amos Elon argumentował w tej sprawie: „Dla wszystkich było jasnym, że bitwa o Jerozolimę nie zostanie rozstrzygnięta na Starym Mieście, ale na wąskim pasie asfaltu, który łączy Jerozolimę z Tel Awiwem. Ta droga decydowała o życiu miasta i bez niej nie było szans na przetrwanie”.
Na początku grudnia 1947 roku w rejon Jerozolimy dotarł pierwszy oddział Armii Świętej Wojny dowodzony przez Abd al-Kadir al-Husajniego. Podszedł on ze swoim liczącym około stu bojowników oddziałem do wsi Surif, na południowy zachód od Jerozolimy. Dołączyło tu do niego wielu młodych arabskich wieśniaków, z których niektórzy byli weteranami brytyjskiej armii. W ten sposób jego siły bardzo szybko urosły do kilku tysięcy ludzi. Ich celem było sparaliżowanie żydowskiej komunikacji w regionie oraz całkowite odcięcie Zachodniej Jerozolimy. Od 14 grudnia w starcia w Mandacie Palestyny zaangażowały się regularne siły transjordańskiego Legionu Arabskiego. Pomimo dużej przewagi, stoczona 14 stycznia 1948 roku I bitwa o Gusz Ecjon okazał się wielką porażką Arabów. Okoliczni arabscy mieszkańcy obawiali się teraz możliwego żydowskiego odwetu. Nie ufali już Armii Świętej Wojny, którą wspierał Wielki Mufti Jerozolimy Al-Hadżdż Muhammad Amin al-Husajni. W konsekwencji oznaczało to spadek roli klanu al-Husajnów, a wzrost znaczenia Arabskiej Armii Wyzwoleńczej, której oddziały zaczęły właśnie wkraczać do Palestyny. Na początku stycznia 1948 roku podczas spotkania w Damaszku utworzono Palestyńskie Dowództwo Polowe Arabskiej Armii Wyzwoleńczej. Terytorium Palestyny podzielono na cztery obszary działań operacyjnych. Najbardziej strategiczny rejon Jerozolimy objęło odrębne Dowództwo Jerozolimy – odpowiadało ono za obszar miasta Jerozolimy, Ramallah, Hebron i Jerycho. Natomiast za rejon dróg prowadzących do Jerozolimy odpowiadało Dowództwo Lod i Ramli – rejon miast Lod i Ramli. Pod koniec stycznia w rejon Jerozolimy i Ramallah dotarł Regiment Ajnadin – 700 ochotników wspieranych przez baterię artylerii. Jak na ówczesne warunki wojny, była to potężna siła ognia, która mogła w zasadniczy sposób wpłynąć na dalszy przebieg działań i przesądzić o losach oblężonej Jerozolimy. Na początku marca pozycje w rejonie Liddy i Ramli wzmocnił pułk irackich ochotników Arabskiej Armii Wyzwoleńczej. Sytuacja Żydów była niezwykle skomplikowana. Już od pierwszych dni wojny żydowska organizacja paramilitarna Hagana rozpoczęła organizować konwoje do Jerozolimy. Ich ochronę powierzono elitarnym kompaniom szturmowym Palmach. Zdawano sobie przy tym sprawę, że egzystencja społeczności żydowskiej w Jerozolimie jest całkowicie uzależniona od płynności dostaw z nadmorskiej równiny. Utrzymanie tej komunikacji było dla jerozolimskich Żydów sprawą życia i śmierci. Między grudniem 1947 roku a lutym 1948 roku do Jerozolimy dotarło 236 konwojów liczących ogółem 2160 ciężarówek z prawie 9 tys. ton zaopatrzenia. W okresie tym doszło do blisko 70 ataków, śmierć poniosło 37 osób i zniszczono 8 samochodów. W marcu wyruszyło już tylko 45 wypraw z 560 pojazdami, z czego do Jerozolimy dotarło jedynie 37 konwojów.
W dniu 27 marca 1948 roku prawie wszystkie dostępne w Jerozolimie opancerzone samochody ciężarowe użyto w konwoju Nebi Daniel, który podjął próbę dotarcia do izolowanego bloku osiedli Gusz Ecjon. W drodze powrotnej wpadł on w zasadzkę i został rozbity. Tego samego dnia, w Zachodniej Galilei został także rozbity konwój Jechi’am. Była to bardzo dotkliwa strata. Pomimo to, ze względu na powagę sytuacji w Jerozolimie, dowództwo Hagany podjęło decyzję o zorganizowaniu kolejnego konwoju. Zdecydowano się pozyskać dodatkowe samochody ciężarowe, który z zaopatrzeniem miały udać się do Jerozolimy. Konwój liczył 26 pojazdów, w tym 7 pojazdów opancerzonych i 4 opancerzone autobusy. Jego ochronę stanowili wybrani żołnierze z 4 i 5 Batalionu Palmach. Dowódcą był Amos Harel.

## Przebieg bitwy
Konwój wyruszył wczesnym rankiem 31 marca 1948 roku. Pogoda była deszczowa, a droga błotnista. W rejonie kibucu Chulda do konwoju dołączyło kilka pojazdów 5 Batalionu Palmach, który miał pomóc pokonać najbardziej niebezpieczne wadi Crar. Okazało się jednak, że ciężkie samochody ciężarowe utknęły na błotnistej drodze w pobliżu arabskiej wioski Chulda. W międzyczasie, Arabowie odkryli obecność konwoju i ogłosili alarm. Z pobliskiej Ramli przybyły pojazdy opancerzone z jordańskimi żołnierzami Legionu Arabskiego. Razem z nimi przyjechali irakijscy ochotnicy. Dodatkowo zebrało się kilkuset żołnierzy Arabskiej Armii Wyzwoleńczej oraz ochotnicy z Armii Świętej Wojny – między napastnikami był Hasan Salama.
Do ataku na konwój doszło w wadi Crar. Arabowie otoczyli żydowski konwój i co chwilę ponawiali kolejne ataki. Dowódca konwoju podjął decyzję o wycofaniu się, jednak część pojazdów była całkowicie unieruchomiona w błocie. Pod ogniem ostrzału sprowadzono ciągnik rolniczy, usiłując przy jego pomocy wydostać pojazdy z błota. Większość prób kończyła się jednak niepowodzeniem, narażając kierowców i żołnierzy na niebezpieczeństwo utraty życia. Dwa pojazdy opancerzone ochrony podjęły próbę przebicie się przez blokadę i otwarcia drogi powrotnej, jednak one również utknęły w błocie. Jeden z dowódców samochodu opancerzonego wysadził swój pojazd, aby uniknąć zdobycia go przez wroga. Walka trwała przez sześć godzin. Zginęło 22 członków konwoju.

## Reakcje i następstwa
Najpoważniejszą konsekwencją porażki konwoju była całkowita blokada drogi prowadzącej do Jerozolimy. Miasto i jego żydowscy mieszkańcy zostali odcięci od zaopatrzenia. Arabowie ewidentnie wygrywali „wojnę o drogi”. Dowództwo Hagany przeanalizowało przyczyny porażki konwoju. Uznano, że błędną decyzją było jego wyruszenie za dnia. Dodatkowo, tak duży konwój z samochodami ciężarowymi poruszał się po wąskich drogach wiejskich. Ciężarówki miały utrudnione możliwości wykonywania manewrów, a niekorzystna deszczowa pogoda doprowadziła do przekształcenia się drogi w jedno wielkie błoto, co tylko utrudniło poruszanie się konwoju. Dowódca konwoju posiadał także zbyt małe doświadczenie w podobnych operacjach, co także przyczyniło się do jego porażki.
Dowództwo wyciągnęło z tego wniosek, że taktyka konwojów zawiodła i należy poszukiwać innej metody dostarczania zaopatrzenia do izolowanych społeczności. W rezultacie wdrożono w życie Plan Dalet.